# Bryum alpinum
Bryum alpinum és una espècie de molsa de la família de les briàcies, present a diverses localitats dels Països Catalans.

## Descripció
Forma petits gespets i encoixinats de fins a 1-2 centímetres d'alt, sobre roques àcides o lleugerament alcalines humides, vores de rierol o sòls de zones periòdicament inundades. En estat humit és de color verd fosc o verd daurat mentre que quan està exposada al sòl o en forma deshidratada es torna de color vermell cobre amb aparença llustrosa i de brillantor metàl·lica. La coloració cobrenca es deu a la protecció de la clorofil·la contra els efectes de la insolació.
Rizoides de color taronja a vermellós o marronós i lleugerament papil·lós. Els tubs rizoidals són de d'unes 200 µm. Fil·lidis de 2 mil·límetres de llarg de forma elipticolanceolada, lleugerament còncaus, de marge pla o recurvat i aplicats al caulidi. El nervi central arriba fins l'extrem del fil·lidi (fil·lidi percurrent). Espècie generalment estèril i dioica, els gametangis femenins i masculins apareixen en individus diferents. Les setes són llargues, de càpsula pèndula (com en la resta de Bryum).

## Distribució
Distribuida per tot l'Hemisferi Nord tot i que també és present a l'Hemisferi Sud. Habita zones de terra baixa d'Europa i zones muntanyoses de la regió mediterrània. A Catalunya és molt abundant als Pirineus, més ocasionalment apareix a diferents punts d'Osona, l'Empordà i al Sistema Costaner (Sant Llorenç del Munt, Montseny, Muntanyes de Prades i Montnegre). Al País Valencià apareix rarament a la Marina Baixa, la Plana Alta i Serrans. A les Balears només hi és present de forma molt rara a Mallorca i Menorca.